# Gerach (Rajna-vidék-Pfalz)
Gerach település Németországban, Rajna-vidék-Pfalz tartományban. Lakosainak száma 228 fő (2023. december 31.).

## Népesség
A település népességének változása:
| Lakosok száma | 169  | 227  | 224  | 230  | 225  | 228  |
|               | 1975 | 2017 | 2019 | 2021 | 2022 | 2023 |